# San Francisco de Asís (Misiones)
San Francisco de Asís es una localidad argentina ubicada en el departamento 25 de Mayo de la provincia de Misiones. Según el censo de 2010, tiene una población de 603 habitantes.
Depende administrativamente del municipio de Alba Posse, de cuyo centro urbano dista unos 16 km.
Se desarrolla a lo largo de la Ruta Provincial 8, que la vincula al norte con 25 de Mayo y al sur con Santa Rita y Alba Posse.
Cuenta con una escuela y un puesto de salud.